# جريدة البلاد (السعودية)
 جريدة البلاد صحيفة سعودية سياسية يومية كانت تسمى سابقاً بصحيفة صوت الحجاز، صدر العدد الأول من صحيفة صوت الحجاز (البلاد حالياً) يوم الاثنين 17 ذي القعدة عام 1350هـ الموافق 4 إبريل عام 1932. ويعتبر صدورها امتداداً لجريدة بريد الحجاز التي أصدرها الشيخ محمد صالح نصيف عام 1343هـ خلال العهد الهاشمي وقد انتقل معظم كتاب صحيفة بريد الحجاز إلى صوت الحجاز. وقد أدرك مؤسس "صوت الحجاز" وكان الأستاذ محمد صالح نصيف والأستاذ عبد الوهاب آشي رئيس تحريرها.
صدرت الصحيفة في ثماني صفحات فكانت توفر لقارئها الأخبار والتعليقات ومقتطفات رياض الشعر، وكانت تطبع بالمطبعة السلفية بمكة المكرمة يوم الاثنين من كل أسبوع ثم أصبحت تطبع بالمطبعة العربية بمكة المكرمة، وصارت تطبع مرتين بالأسبوع منذ الخامس من ذي القعدة عام 1357هـ الموافق 25 يناير عام 1939م واستمرت هكذا حتى شهر رجب 1360 ، الموافق أغسطس 1941م.
عمل في الجريدة العديد من قيادات العمل الصحفي والإعلامي في المملكة. وعلى مدى أكثر من سبعة عقود من عمر الزمن تنقلت البلاد من مرحلة إلى أخرى. وشهدت فترات صعود وفترات شارفت فيها على الانهيار. وتجاوزت أزماتها. تبقى البلاد شاهدة على تاريخ الصحافة في بلاد الحرمين الشريفين ومرجعاً مهماً للمؤرخين الذي يجدون بين دفات ملفاتها القديمة كنوزاً من الأسرار لا تقدر بثمن.
أسسها محمد صالح نصيف في 1350/11/27 هـ الموافق 3 أبريل 1932 ميلادي. وعاودت الصدور باسم (البلاد السعودية) في 1365/4/1 هـ 1946/3/4 م. (البلاد السعودية/عرفات) اندمجتا بمسمى البلاد في 1378/7/16 هـ – 1959/1/26 م

## صوت الحجاز
يقول محمد علي مغربي عن صوت الحجاز في كتابه (أعلام الحجاز): "تقدم عدد من أدباء الحجاز بطلب للملك عبد العزيز منتصف عام 1350هـ بطلب إصدار جريدة أهلية تعنى بإنتاج الشباب، إذ أن الجريدة الرسمية (أم القرى) لا تفي بالمطلوب. وقد وقع على الخطاب: عبد الوهاب آشي، أحمد إبراهيم الغزاوي، بكر فالح، عبد الله عبد الكريم الخطيب، محمد عناني، محمد سرور الصبان، عبد الله فدا، حسين نصيف، وقالوا إن الجريدة ستكون تحت إشراف الشيخ عبد العزيز الرشيد رئيس تحرير مجلة الكويت – القادم من الكويت"، وانتخبوا فؤاد شاكر مسؤولاً للجريدة ورئيساً لتحريرها، لكن الملك وجه بأن يكون امتياز الجريدة باسم محمد صالح نصيف.

### رؤساء تحرير صوت الحجاز
- عبد الوهاب آشي.
- محمد حسن فقي.
- محمد حسن عواد.
- محمد علي رضا.
- أحمد السباعي.
- فؤاد شاكر.
- حسين عرب.
- محمد سعيد العامودي.
- محمد حسن كتبي.
- حسين خزندار.
- عبد الله عريف.
- أحمد خليفه النبهاني.
- أحمد قنديل.
- محمد علي مغربي.
- أحمد إبراهيم الغزاوي.[7]

## الإدارة
- رئيس مجلس الإدارة: عبدالعزيز محمد العنقري
- رئيس التحرير: عبدالله الحارثي
- المدير العام: محمود احمد محمد

## كُتَّاب الجريدة
نشر في الجريدة كُتَّابٌ برز منهم محمود نديم نحاس الذي كتب فيها قرابة 143 مقالة.

## روابط خارجية
- جريدة البلاد